# Torneå domsagas valkrets
Torneå domsagas valkrets var vid riksdagsvalen till andra kammaren 1878–1908 en egen valkrets med ett mandat. Valkretsen motsvarade Torneå domsaga utom Haparanda stad. Inför valet 1908 överfördes dock Jukkasjärvi– och Karesuando landskommuner till den nybildade Gällivare domsagas valkrets. 
Valkretsen avskaffades vid införandet av proportionellt valsystem inför riksdagsvalet 1911 och uppgick då i Norrbottens läns norra valkrets.

## Riksdagsmän
- Gustaf Burman (1879–1881)
- Johan Lindh (1882–vårsessionen 1887)
- Gustaf Sundberg (höstsessionen 1887–1890)
- Johan Lindh, nya lmp (1891–1893)
- Carl Johan Mustaparta, nya lmp 1894, lmp 1895–1896 (1894–1896)
- Georg Kronlund, vilde 1897–1902, lib s 1903–1908 (1897–1908)
- Magnus Ström, lib s (1909–1911)

## Röstberättigade
| Kommun          | 1885 | 1900  |
| --------------- | ---- | ----- |
| Nedertorneå     | 120  | 174   |
| Karl Gustav     | 147  | 131   |
| Övertorneå      | 168  | 188   |
| Hietaniemi      | 124  | 91    |
| Korpilombolo    | 77   | 45    |
| Tärendö         | 55   | 82    |
| Pajala          | 179  | 185   |
| Jukkasjärvi     | 75   | 140   |
| Enontekis       | 11   | 14    |
| Hela valkretsen | 956  | 1 050 |

## Valresultat

### 1887 (vår)
| Andrakammarvalet i Sverige 1887 (vår): Torneå domsagas valkrets | Andrakammarvalet i Sverige 1887 (vår): Torneå domsagas valkrets | Andrakammarvalet i Sverige 1887 (vår): Torneå domsagas valkrets | Andrakammarvalet i Sverige 1887 (vår): Torneå domsagas valkrets | Andrakammarvalet i Sverige 1887 (vår): Torneå domsagas valkrets |
| Kandidat                                                        | Kandidat                                                        | Röster                                                          | Röster                                                          | Röster                                                          |
| Kandidat                                                        | Kandidat                                                        | Antal                                                           | %                                                               | +− %                                                            |
| --------------------------------------------------------------- | --------------------------------------------------------------- | --------------------------------------------------------------- | --------------------------------------------------------------- | --------------------------------------------------------------- |
|                                                                 | Gustaf Sundberg (frihandlare)                                   | 12                                                              | 46,2                                                            |                                                                 |
|                                                                 | Johan Lindh (protektionist)                                     | 9                                                               | 34,6                                                            |                                                                 |
|                                                                 | Axel Lindvall                                                   | 1                                                               | 3,8                                                             |                                                                 |
|                                                                 | Övriga kandidater                                               | 4                                                               | 15,4                                                            |                                                                 |
| Antal giltiga röster                                            | Antal giltiga röster                                            | 26                                                              |                                                                 |                                                                 |
| Kasserade röster                                                | Kasserade röster                                                | 0                                                               |                                                                 |                                                                 |
| Totalt                                                          | Totalt                                                          | 26                                                              |                                                                 |                                                                 |

Valet hölls den 13 april 1887. Valkretsen hade 19 031 invånare den 31 december 1885, varav 1 096 eller 5,8 % var valberättigade. 217 personer deltog i valet av 26 elektorer som sedan förrättade det slutgiltiga valet, ett valdeltagande på 19,8%. Av dessa 26 elektorer deltog samtliga vid valet av riksdagsman.

### 1887 (september)
| Andrakammarvalet i Sverige 1887 (september): Torneå domsagas valkrets | Andrakammarvalet i Sverige 1887 (september): Torneå domsagas valkrets | Andrakammarvalet i Sverige 1887 (september): Torneå domsagas valkrets | Andrakammarvalet i Sverige 1887 (september): Torneå domsagas valkrets | Andrakammarvalet i Sverige 1887 (september): Torneå domsagas valkrets |
| Kandidat                                                              | Kandidat                                                              | Röster                                                                | Röster                                                                | Röster                                                                |
| Kandidat                                                              | Kandidat                                                              | Antal                                                                 | %                                                                     | +− %                                                                  |
| --------------------------------------------------------------------- | --------------------------------------------------------------------- | --------------------------------------------------------------------- | --------------------------------------------------------------------- | --------------------------------------------------------------------- |
|                                                                       | Gustaf Sundberg (frihandlare)                                         | 19                                                                    | 100,0                                                                 | ▲53,8                                                                 |
| Antal giltiga röster                                                  | Antal giltiga röster                                                  | 19                                                                    |                                                                       |                                                                       |
| Kasserade röster                                                      | Kasserade röster                                                      | 0                                                                     |                                                                       |                                                                       |
| Totalt                                                                | Totalt                                                                | 19                                                                    |                                                                       |                                                                       |

Valet hölls den 23 september 1887. Valkretsen hade 19 010 invånare den 31 december 1886, varav 1 011 eller 5,3 % var valberättigade. 111 personer deltog i valet av 25 elektorer som sedan förrättade det slutgiltiga valet, ett valdeltagande på 11,0%. Av dessa 25 elektorer deltog 19 vid valet av riksdagsman.

### 1890
| Andrakammarvalet i Sverige 1890: Torneå domsagas valkrets | Andrakammarvalet i Sverige 1890: Torneå domsagas valkrets | Andrakammarvalet i Sverige 1890: Torneå domsagas valkrets | Andrakammarvalet i Sverige 1890: Torneå domsagas valkrets | Andrakammarvalet i Sverige 1890: Torneå domsagas valkrets |
| Kandidat                                                  | Kandidat                                                  | Röster                                                    | Röster                                                    | Röster                                                    |
| Kandidat                                                  | Kandidat                                                  | Antal                                                     | %                                                         | +− %                                                      |
| --------------------------------------------------------- | --------------------------------------------------------- | --------------------------------------------------------- | --------------------------------------------------------- | --------------------------------------------------------- |
|                                                           | Johan Lindh (protektionist)                               | 12                                                        | 50,0                                                      |                                                           |
|                                                           | Gustaf Sundberg (frihandlare)                             | 11                                                        | 45,8                                                      | ▼54,2                                                     |
|                                                           | Isak August Bergström                                     | 1                                                         | 4,2                                                       |                                                           |
| Antal giltiga röster                                      | Antal giltiga röster                                      | 24                                                        |                                                           |                                                           |
| Kasserade röster                                          | Kasserade röster                                          | 0                                                         |                                                           |                                                           |
| Totalt                                                    | Totalt                                                    | 24                                                        |                                                           |                                                           |

Valet hölls den 9 september 1890. Valkretsen hade 19 587 invånare den 31 december 1889, varav 1 119 eller 5,7 % var valberättigade. 97 personer deltog i valet av 25 elektorer som sedan förrättade det slutgiltiga valet, ett valdeltagande på 8,7%. Av dessa 25 elektorer deltog 24 vid valet av riksdagsman. Valet överklagades men fastställdes sedermera av både länsstyrelsen och regeringen.

### 1893
| Andrakammarvalet i Sverige 1893: Torneå domsagas valkrets | Andrakammarvalet i Sverige 1893: Torneå domsagas valkrets | Andrakammarvalet i Sverige 1893: Torneå domsagas valkrets | Andrakammarvalet i Sverige 1893: Torneå domsagas valkrets | Andrakammarvalet i Sverige 1893: Torneå domsagas valkrets |
| Kandidat                                                  | Kandidat                                                  | Röster                                                    | Röster                                                    | Röster                                                    |
| Kandidat                                                  | Kandidat                                                  | Antal                                                     | %                                                         | +− %                                                      |
| --------------------------------------------------------- | --------------------------------------------------------- | --------------------------------------------------------- | --------------------------------------------------------- | --------------------------------------------------------- |
|                                                           | Carl Johan Mustaparta                                     | 12                                                        | 52,2                                                      |                                                           |
|                                                           | Närmaste kandidat                                         | 9                                                         | 39,1                                                      |                                                           |
|                                                           | Övriga kandidater                                         | 2                                                         | 8,7                                                       |                                                           |
| Antal giltiga röster                                      | Antal giltiga röster                                      | 23                                                        |                                                           |                                                           |
| Kasserade röster                                          | Kasserade röster                                          | 0                                                         |                                                           |                                                           |
| Totalt                                                    | Totalt                                                    | 23                                                        |                                                           |                                                           |

Valet hölls den 25 september 1893. Valkretsen hade 20 100 invånare den 31 december 1892, varav 1 128 eller 5,6 % var valberättigade. 133 personer deltog i valet av 23 elektorer som sedan förrättade det slutgiltiga valet, ett valdeltagande på 11,8%. Av dessa 23 elektorer deltog samtliga vid valet av riksdagsman.

### 1896
| Andrakammarvalet i Sverige 1896: Torneå domsagas valkrets | Andrakammarvalet i Sverige 1896: Torneå domsagas valkrets | Andrakammarvalet i Sverige 1896: Torneå domsagas valkrets | Andrakammarvalet i Sverige 1896: Torneå domsagas valkrets | Andrakammarvalet i Sverige 1896: Torneå domsagas valkrets |
| Kandidat                                                  | Kandidat                                                  | Röster                                                    | Röster                                                    | Röster                                                    |
| Kandidat                                                  | Kandidat                                                  | Antal                                                     | %                                                         | +− %                                                      |
| --------------------------------------------------------- | --------------------------------------------------------- | --------------------------------------------------------- | --------------------------------------------------------- | --------------------------------------------------------- |
|                                                           | Georg Kronlund (liberal)                                  | 17                                                        | 73,9                                                      |                                                           |
|                                                           | Carl Johan Mustaparta (L, prot.)                          | 6                                                         | 26,1                                                      | ▼26,1                                                     |
| Antal giltiga röster                                      | Antal giltiga röster                                      | 23                                                        |                                                           |                                                           |
| Kasserade röster                                          | Kasserade röster                                          | 0                                                         |                                                           |                                                           |
| Totalt                                                    | Totalt                                                    | 23                                                        |                                                           |                                                           |

Valet hölls den 2 september 1896. Valkretsen hade 20 952 invånare den 31 december 1895, varav 1 134 eller 5,4 % var valberättigade. 89 personer deltog i valet av 26 elektorer som sedan förrättade det slutgiltiga valet, ett valdeltagande på 7,8%. Av dessa 26 elektorer deltog 23 vid valet av riksdagsman.

### 1899
| Andrakammarvalet i Sverige 1899: Torneå domsagas valkrets | Andrakammarvalet i Sverige 1899: Torneå domsagas valkrets | Andrakammarvalet i Sverige 1899: Torneå domsagas valkrets | Andrakammarvalet i Sverige 1899: Torneå domsagas valkrets | Andrakammarvalet i Sverige 1899: Torneå domsagas valkrets |
| Kandidat                                                  | Kandidat                                                  | Röster                                                    | Röster                                                    | Röster                                                    |
| Kandidat                                                  | Kandidat                                                  | Antal                                                     | %                                                         | +− %                                                      |
| --------------------------------------------------------- | --------------------------------------------------------- | --------------------------------------------------------- | --------------------------------------------------------- | --------------------------------------------------------- |
|                                                           | Georg Kronlund (liberal)                                  | 16                                                        | 100,0                                                     | ▲26,1                                                     |
| Antal giltiga röster                                      | Antal giltiga röster                                      | 16                                                        |                                                           |                                                           |
| Kasserade röster                                          | Kasserade röster                                          | 0                                                         |                                                           |                                                           |
| Totalt                                                    | Totalt                                                    | 16                                                        |                                                           |                                                           |

Valet hölls den 18 september 1899. Valkretsen hade 21 924 invånare den 31 december 1898, varav 1 105 eller 5,0 % var valberättigade. 71 personer deltog i valet av 24 elektorer som sedan förrättade det slutgiltiga valet, ett valdeltagande på 6,4%. Av dessa 24 elektorer deltog 16 vid valet av riksdagsman.

### 1902
| Andrakammarvalet i Sverige 1902: Torneå domsagas valkrets | Andrakammarvalet i Sverige 1902: Torneå domsagas valkrets | Andrakammarvalet i Sverige 1902: Torneå domsagas valkrets | Andrakammarvalet i Sverige 1902: Torneå domsagas valkrets | Andrakammarvalet i Sverige 1902: Torneå domsagas valkrets |
| Kandidat                                                  | Kandidat                                                  | Röster                                                    | Röster                                                    | Röster                                                    |
| Kandidat                                                  | Kandidat                                                  | Antal                                                     | %                                                         | +− %                                                      |
| --------------------------------------------------------- | --------------------------------------------------------- | --------------------------------------------------------- | --------------------------------------------------------- | --------------------------------------------------------- |
|                                                           | Georg Kronlund                                            | 25                                                        | 100,0                                                     | ▬                                                         |
| Antal giltiga röster                                      | Antal giltiga röster                                      | 25                                                        |                                                           |                                                           |
| Kasserade röster                                          | Kasserade röster                                          | 2                                                         |                                                           |                                                           |
| Totalt                                                    | Totalt                                                    | 27                                                        |                                                           |                                                           |

Valet hölls den 15 september 1902. Valkretsen hade 24 111 invånare den 31 december 1901, varav 1 182 eller 4,9 % var valberättigade. 90 personer deltog i valet av 29 elektorer som sedan förrättade det slutgiltiga valet, ett valdeltagande på 7,6%. Av dessa 29 elektorer deltog 27 vid valet av riksdagsman.

### 1905
| Andrakammarvalet i Sverige 1905: Torneå domsagas valkrets | Andrakammarvalet i Sverige 1905: Torneå domsagas valkrets | Andrakammarvalet i Sverige 1905: Torneå domsagas valkrets | Andrakammarvalet i Sverige 1905: Torneå domsagas valkrets | Andrakammarvalet i Sverige 1905: Torneå domsagas valkrets |
| Kandidat                                                  | Kandidat                                                  | Röster                                                    | Röster                                                    | Röster                                                    |
| Kandidat                                                  | Kandidat                                                  | Antal                                                     | %                                                         | +− %                                                      |
| --------------------------------------------------------- | --------------------------------------------------------- | --------------------------------------------------------- | --------------------------------------------------------- | --------------------------------------------------------- |
|                                                           | Georg Kronlund                                            | 27                                                        | 87,1                                                      | ▼12,9                                                     |
|                                                           | Magnus Ström (liberal)                                    | 3                                                         | 9,7                                                       |                                                           |
|                                                           | Övriga kandidater                                         | 1                                                         | 3,2                                                       | —                                                         |
| Antal giltiga röster                                      | Antal giltiga röster                                      | 31                                                        |                                                           |                                                           |
| Kasserade röster                                          | Kasserade röster                                          | 0                                                         |                                                           |                                                           |
| Totalt                                                    | Totalt                                                    | 31                                                        |                                                           |                                                           |

Valet hölls den 16 september 1905. Valkretsen hade 28 121 invånare den 31 december 1904, varav 1 789 eller 6,4 % var valberättigade. 79 personer deltog i valet av 34 elektorer som sedan förrättade det slutgiltiga valet, ett valdeltagande på 4,4%. Av dessa 34 elektorer deltog 31 vid valet av riksdagsman. Valet överklagades men fastställdes.

### 1908
| Andrakammarvalet i Sverige 1908: Torneå domsagas valkrets | Andrakammarvalet i Sverige 1908: Torneå domsagas valkrets | Andrakammarvalet i Sverige 1908: Torneå domsagas valkrets | Andrakammarvalet i Sverige 1908: Torneå domsagas valkrets | Andrakammarvalet i Sverige 1908: Torneå domsagas valkrets |
| Kandidat                                                  | Kandidat                                                  | Röster                                                    | Röster                                                    | Röster                                                    |
| Kandidat                                                  | Kandidat                                                  | Antal                                                     | %                                                         | +− %                                                      |
| --------------------------------------------------------- | --------------------------------------------------------- | --------------------------------------------------------- | --------------------------------------------------------- | --------------------------------------------------------- |
|                                                           | Magnus Ström                                              | 186                                                       | 52,7                                                      | ▲43,0                                                     |
|                                                           | Johan Adolf Lötberg (liberal)                             | 114                                                       | 32,3                                                      |                                                           |
|                                                           | Övriga kandidater                                         | 53                                                        | 15,0                                                      | —                                                         |
| Antal giltiga röster                                      | Antal giltiga röster                                      | 353                                                       |                                                           |                                                           |
| Kasserade röster                                          | Kasserade röster                                          | 1                                                         |                                                           |                                                           |
| Totalt                                                    | Totalt                                                    | 354                                                       |                                                           |                                                           |

Valet hölls den 6 september 1908. Valkretsen hade 19 812 invånare den 31 december 1907, varav 1 271 eller 6,4 % var valberättigade. 354 personer deltog i valet, ett valdeltagande på 27,9 %. Valet överklagades men fastställdes av landshövdingen i Norrbottens län.